# 零ERφ
『零ERφ』（ゼロ）は、ELEKITER ROUND 0の1枚目のミニアルバム。2010年10月27日にマリン・エンタテインメントから発売された。

## 概要
歌手活動デビューアルバム。
初回限定盤、通常盤ともにボーナストラックとして各曲のソロバージョンを収録。
初回限定盤にはPVとメイキング映像を収録したDVDが同梱されている。

## 収録曲
1. ヰシン志士 [4:03]
作詞：立花慎之介、作曲・編曲：磯江俊道
2. 紲（キズナ） [4:13]
作詞：日野聡、作曲・編曲：神保伸太郞
3. 影踏み 〜afterglow〜 [4:04]
作詞：立花慎之介、作曲：MILKY SWEET、編曲：磯江俊道
4. キセキ [5:04]
作詞：立花慎之介、作曲・編曲：大山曜

DVD
- 初回限定盤のみに同梱。

1. ヰシン志士（PV、メイキング）